# Л
Л, л（称呼为 эль、эл, el；斜體：Л л）是一个广泛用在斯拉夫语言和蒙古语等语言的西里尔字母，由希腊字母 Λ 演变而成。

## 字母的次序
在俄语、白俄罗斯语、塞尔维亚语字母中排第13位，在乌克兰语字母中排第16位，在保加利亚语字母中排第12位，在马其顿语字母中排第14位。

## 音值
通常为 /l/，在腭化元音前代表 /lʲ/（此规则不适用于塞尔维亚语和马其顿语）。在保加利亚语通常读为 /ɫ/。在蒙古语通常读为 /ɮ/。

## 字符编码
| 字符编码 | Unicode | ISO 8859-5 | KOI-8 | GB 2312 | HKSCS |
| -------- | ------- | ---------- | ----- | ------- | ----- |
| 大写 Л   | U+041B  | BB         | EC    | A7AD    | C840  |
| 小写 л   | U+043B  | DB         | CC    | A7DD    | C861  |

## 参看
- Λ λ（希腊字母）
- L l（拉丁字母）

## 外部連結
- Буква Ғ （页面存档备份，存于） на сайте graphemica.com
- Буква ғ （页面存档备份，存于） на сайте graphemica.com